# Europejski Kongres Małych i Średnich Przedsiębiorstw

Europejski Kongres Małych i Średnich Przedsiębiorstw

Europejski Kongres Małych i Średnich Przedsiębiorstw – coroczne spotkania biznesowe sektora MŚP odbywające się w Katowicach. Organizatorem Kongresu jest Regionalna Izba Gospodarcza w Katowicach. Stał się płaszczyzną wielu debat i dyskusji skupiających przedstawicieli sektora MŚP i dużych firm, świata nauki, instytucji otoczenia biznesu, samorządów terytorialnych oraz władz rządowych. Wydarzenie jest kontynuacją idei spotkania biznesowego sektora MŚP zainaugurowanego w 2011 roku, a dotychczasowe edycje dowiodły, że jest on najważniejszym w Europie wydarzeniem gospodarczym dedykowanym sektorowi małych i średnich przedsiębiorstw.
Przewodniczącym Komitetu Honorowego Europejskiego Kongresu Małych i Średnich Przedsiębiorstw jest Jerzy Buzek, współprzewodniczącym Jarosław Gowin, a Radzie Programowej przewodzi Tadeusz Donocik.

## Obszary dyskusji
Europejski Kongres Małych i Średnich Przedsiębiorstw w Katowicach stanowi okazję do refleksji na temat zaangażowania firm z sektora MŚP w budowę modelu polskiej gospodarki opartego na wiedzy oraz rozwoju innowacyjności. Podczas prowadzonych paneli eksperci oraz praktycy – doświadczeni menedżerowie polskich i europejskich firm – przedstawiają aktualne trendy i kierunki w wielu obszarach.
Dyskusje podczas Kongresu dotykają tematów, które od wielu lat uznawane są przez przedsiębiorców jako najbardziej newralgiczne, a mianowicie: współpraca nauki z biznesem, dostęp do kapitału, kształcenie kadr dla gospodarki, system stanowienia stabilnego i przyjaznego prawa i wiele innych.

## Uczestnicy
Uczestnicy Kongresu to przede wszystkim przedstawiciele małych i średnich przedsiębiorstw, samorządu terytorialnego, instytucji otoczenia biznesu, uczelni wyższych oraz instytucji naukowo-badawczych, parlamentarzystów, władz rządowych i innych.

## Rekomendacje
Efektem końcowym debat prowadzonych w ramach każdej edycji Europejskiego Kongresu Małych i Średnich Przedsiębiorstw są zgłaszane postulaty uczestników dyskusji, opracowywane w formie Rekomendacji. Zbiór ten to wskazówki niezwykle przydatne podczas tworzenia lepszych warunków rozwoju największego sektora gospodarki i zniwelowania barier uniemożliwiających wejście MŚP na zagraniczne rynki. Corocznie rekomendacje są przekazywane Przedstawicielom Komisji Europejskiej, Parlamentu Europejskiego, Parlamentowi RP, Rządowi RP, samorządu terytorialnego, środowisk naukowo-twórczych, samorządu gospodarczego oraz przedsiębiorcom.

## Edycje

### I Europejski Kongres Małych i Średnich Przedsiębiorstw
W ramach I Europejskiego Kongresu Małych i Średnich Przedsiębiorstw odbyło się 12 sesji tematycznych i 30 paneli dyskusyjnych w ciągu dwóch dni eksperckich debat, w których wzięło udział 100 panelistów, 2,5 tys. uczestników z Polski i zagranicy, a w tym dwadzieścia trzy delegacje zagraniczne.

### II Europejski Kongres Małych i Średnich Przedsiębiorstw
W II Europejskim Kongresie Małych i Średnich Przedsiębiorstw wzięło udział blisko 3 tys. uczestników i 250 ekspertów. Podczas 4 dni debat odwiedziło 27 delegacji zagranicznych z 21 krajów m.in. z Rosji, Ukrainy, Białorusi, Portugalii, Azerbejdżanu. W dniach 24–27 września 2012 r. w 8 lokalizacjach Katowic (w Akademii Muzycznej; na Wydziale Prawa i Administracji, Rektoracie i Centrum Informacji Naukowej i Bibliotece Akademickiej Uniwersytetu Śląskiego; Śląskim Urzędzie Wojewódzkim, Biurze Centrum, Regionalnej Izbie Gospodarczej, Euro Centrum) odbyło się 68 paneli dyskusyjnych.

### III Europejski Kongres Małych i Średnich Przedsiębiorstw
III Europejski Kongres Małych i Średnich Przedsiębiorstw odbył się w dniach od 16 do 18 września w Katowicach. Najważniejsze wydarzenie sektora MŚP w ciągu trzech dni zgromadziło najbardziej wpływowe osoby z kraju i z zagranicy. Wśród gości honorowych znaleźli się Prezydent RP – Bronisław Komorowski, Antonio Tajani – Wiceprzewodniczący Komisji Europejskiej, Komisarz ds. Przemysłu i Przedsiębiorczości, Janusz Piechociński – Wicepremier, Minister Gospodarki oraz Jerzy Buzek – Premier Rządu RP w latach 1997–2001, Przewodniczący Parlamentu Europejskiego w latach 2009–2012. W ramach Kongresu odbyło się 56 wydarzeń, w których wzięło udział 190 panelistów, 170 gości zagranicznych z 35 krajów i łącznie ponad 3000 uczestników!

### IV Europejski Kongres Małych i Średnich Przedsiębiorstw
IV Europejski Kongres Małych i Średnich Przedsiębiorstw odbył się w Katowicach w dniach 22–25 września 2014 r. Hasłem przewodnim Kongresu było „10 lat przedsiębiorczości bez granic”. Wydarzenie Honorowym Patronatem objął Prezydent Rzeczypospolitej Polskiej Bronisław Komorowski, Przewodniczący Komisji Europejskiej José Manuel Barroso oraz Parlament Europejski.

### V Europejski Kongres Małych i Średnich Przedsiębiorstw
V Europejski Kongres Małych i Średnich Przedsiębiorstw odbędzie się w Katowicach w dniach 12–14 października 2015 r. Hasłem przewodnim Kongresu jest „Nauka - Biznes - Samorząd - Razem dla gospodarki”. Wydarzenie Honorowym Patronatem objął Prezydent Rzeczypospolitej Polskiej Bronisław Komorowski, Przewodniczący Komisji Europejskiej José Manuel Barroso oraz Parlament Europejski.